# Héctor Fáver
Héctor Faver  (22 de septiembre de 1960) es un director, guionista, productor y profesor cinematográfico. Miembro de Academia de las Artes y las Ciencias Cinematográficas de España, de la Acadèmia del Cinema Català y de la Academia de Cine Europeo.

## Obra
Director y profesor durante 28 años, entre 1984 y 2012, del Centre d'Estudis Cinematogràfics de Catalunya. En dicho período produjo dentro del plan pedagógico a través de su propia productora, 11 largometrajes realizados por alumnos y profesores del centro con la participación de los alumnos y más de 270 cortometrajes en formato cinematográfico realizados íntegramente por los alumnos del centro.

## Festivales y premios
Habiendo participado el conjunto de la producción en más de 100 Festivales Internacionales como Cannes, Berlín, Venecia, San Sebastián, Karlovy Vary, London Film Festival, entre otros. Obteniendo premios como un Goya al mejor cortometraje Documental y premios como Festival de Berlín, Festival de San Sebastián, Documentary Film Festival Ambsterdam, St. Petersburg International Film Festival, Festival de  Cinema de Catalunya-Sitges, Figueira da Foz, , Festival de Cine Fantático de Oporto, premi Sant Jordi, Festival de Málaga, Alcalá de Henares.

## Filmografía
| Año  | Película                         | Festivales |
| 2000 | Invocación (documental)          | LVII Mostra Internazionale d’Arte Cinematografica. La Biennale Di Venezia , Festival de Cine de Alcalá de Henares, Festival Internacional de Cine de San Sebastián, 44 TH London Film Festival, International Documentary Film Festival. Ámsterdam.                  |
| 1992 | La Memoria del Agua (documental) | Festival de Cannes (Sección Oficial), International Documentary Film Festival Amsterdam (Joris Ivens Award), Festival du Film Juif et Israelien de Montpellier (mención especial del jurado), Boston Film Festival, Chicago International Film Festival              |
| 1989 | El acto                          | Nice International Film Festival (Rencontres du Cinéma Européen) (Premio Especial del Jurado a la mejor Realización), Chicago International Film Festival, The Houston International Film Festival. Worldfest, Festival Internacional de Cine de Cartagena de Indias |